# Harald Denecken
Harald Denecken (* 24. August 1944 in Wrohm) ist ein deutscher Kommunalpolitiker (SPD).

## Leben
Denecken absolvierte zunächst eine Ausbildung zum Elektromechaniker und studierte anschließend Grund- und Hauptschulpädagogik. Anschließend trat er in den Schuldienst ein. 1975 wurde er erstmals in den Gemeinderat von Karlsruhe gewählt. Bereits ein Jahr später legte er das Mandat nieder, um als Berater der dortigen Regierung ins peruanische Lima zu ziehen. Dort half er, den Schulsport aufzubauen. 1981 kehrte er nach Karlsruhe und in den Schuldienst zurück. Von 1989 bis 1999 war er erneut Mitglied des Karlsruher Gemeinderats. Bei der Bundestagswahl 1994 kandidierte er im Bundestagswahlkreis Karlsruhe-Stadt, unterlag jedoch Norbert Rieder und verfehlte jedoch den Einzug in den Bundestag.
Von 1999 bis zu seinem Eintritt in den Ruhestand 2009 war Denecken Bürgermeister für Jugend und Soziales, Schulen und Sport der Stadt Karlsruhe. Von 2008 bis 2009 war er zusätzlich als Nachfolger von Siegfried König Erster Bürgermeister und Stellvertreter des Oberbürgermeisters von Karlsruhe. In diesem Amt folgte ihm Margret Mergen nach.
Von 1987 bis 1994 war Denecken Vorsitzender des SPD-Ortsvereins Karlsruhe-Neureut. Von 1998 bis 2006 war er Kreisvorsitzender der SPD Karlsruhe. In diesem Amt folgte ihm Johannes Jung nach. Seit 2014 ist er Mitglied des Ortschaftsrats von Neureut.
Zudem war Denecken von 2007 bis 2014 Präsident der Deutschen Olympischen Gesellschaft. Von 1995 bis 2018 war er Vizepräsident des Badischen Sportbunds Nord. Von 2011 bis 2023 war er Präsident der Europäischen Brunnengesellschaft. Außerdem war er Mitglied der Härtefallkommission des Innenministeriums Baden-Württemberg.
Denecken ist verheiratet und hat drei Söhne. Gemeinsam mit seiner Frau initiierte er das Projekt Patenkinder Peru.

## Ehrungen und Auszeichnungen
- 2009: Ehrenmedaille der Stadt Karlsruhe
- 2019: Bundesverdienstkreuz am Bande[5]